# ال ویسو دل الکور
ال ویسو دل الکور (به اسپانیایی: El Viso del Alcor) یک منطقهٔ مسکونی در اسپانیا است که در سبیا واقع شده‌است. ال ویسو دل الکور ۲۰٫۴۰ کیلومتر مربع مساحت دارد ۱۴۳ متر بالاتر از سطح دریا واقع شده‌است.